# Naturschutzgebiet Plästerlegge – Auf’m Kipp

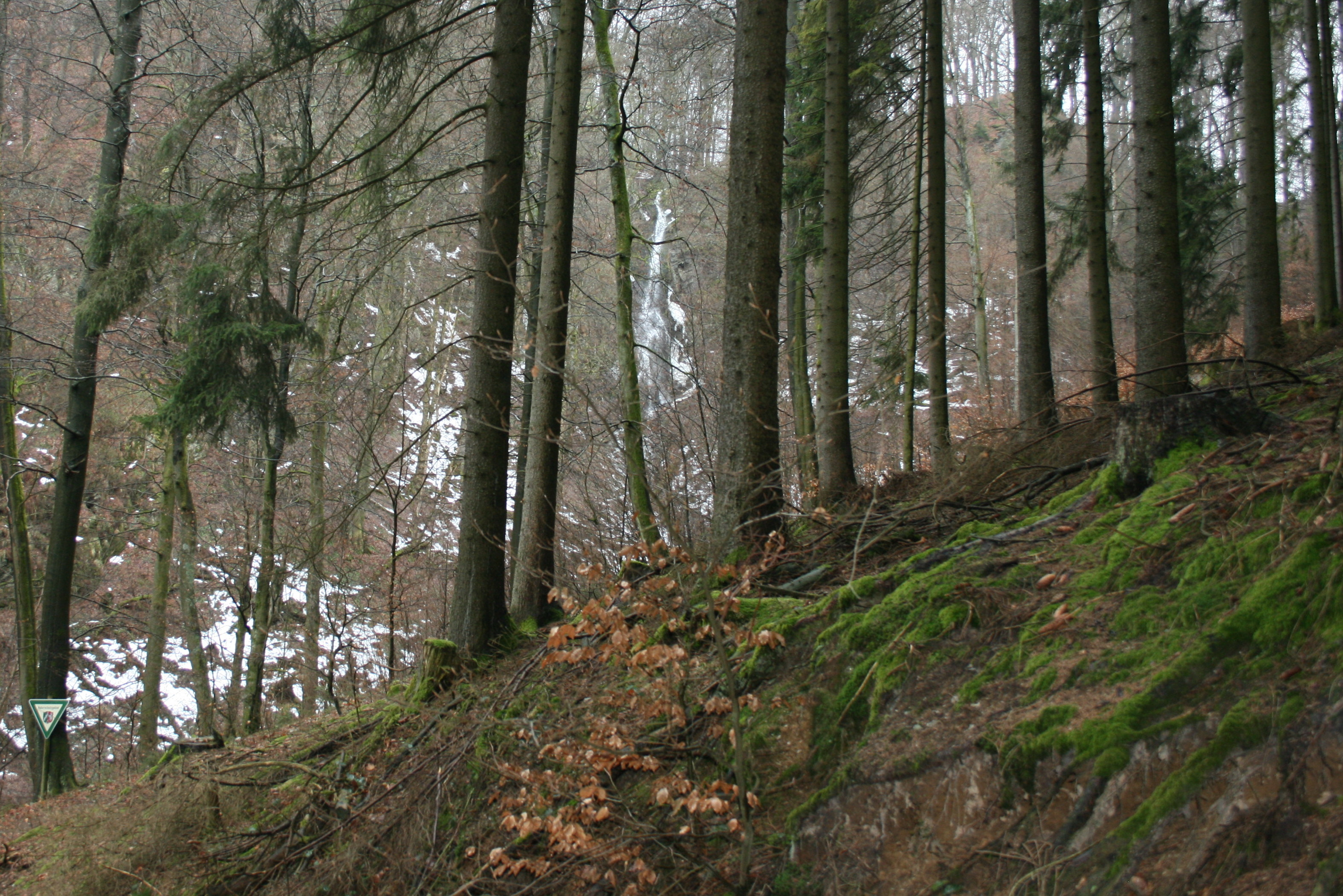
Steile Hänge des Naturschutzgebietes Plästerlegge – Auf’m Kipp in Bestwig. Im Hintergrund ist der 20 Meter hohe Wasserfall zu sehen.

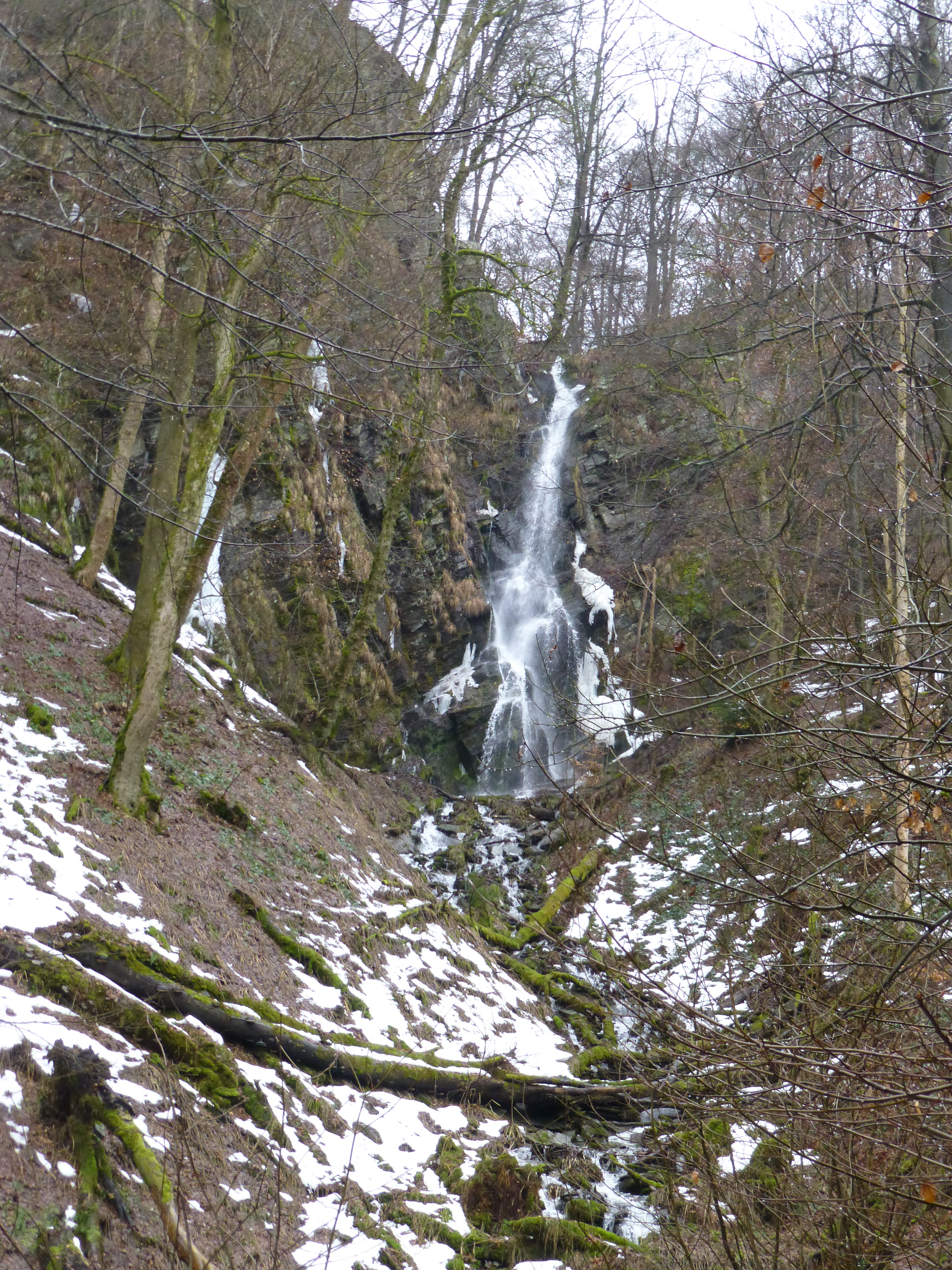
Der Wasserfall Plästerlegge als Teil des Naturschutzgebietes im März 2013

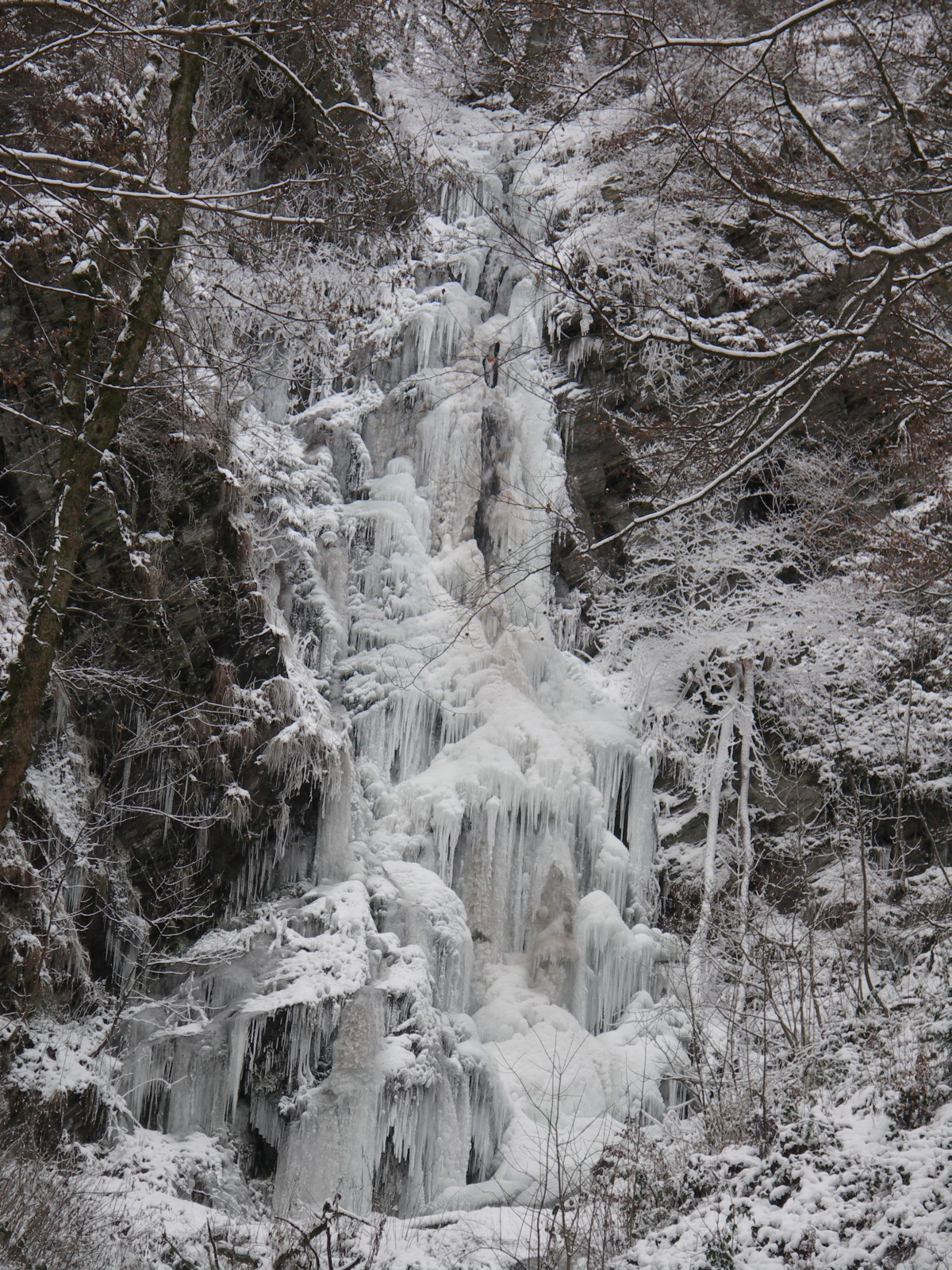
Der Wasserfall Plästerlegge im Winter

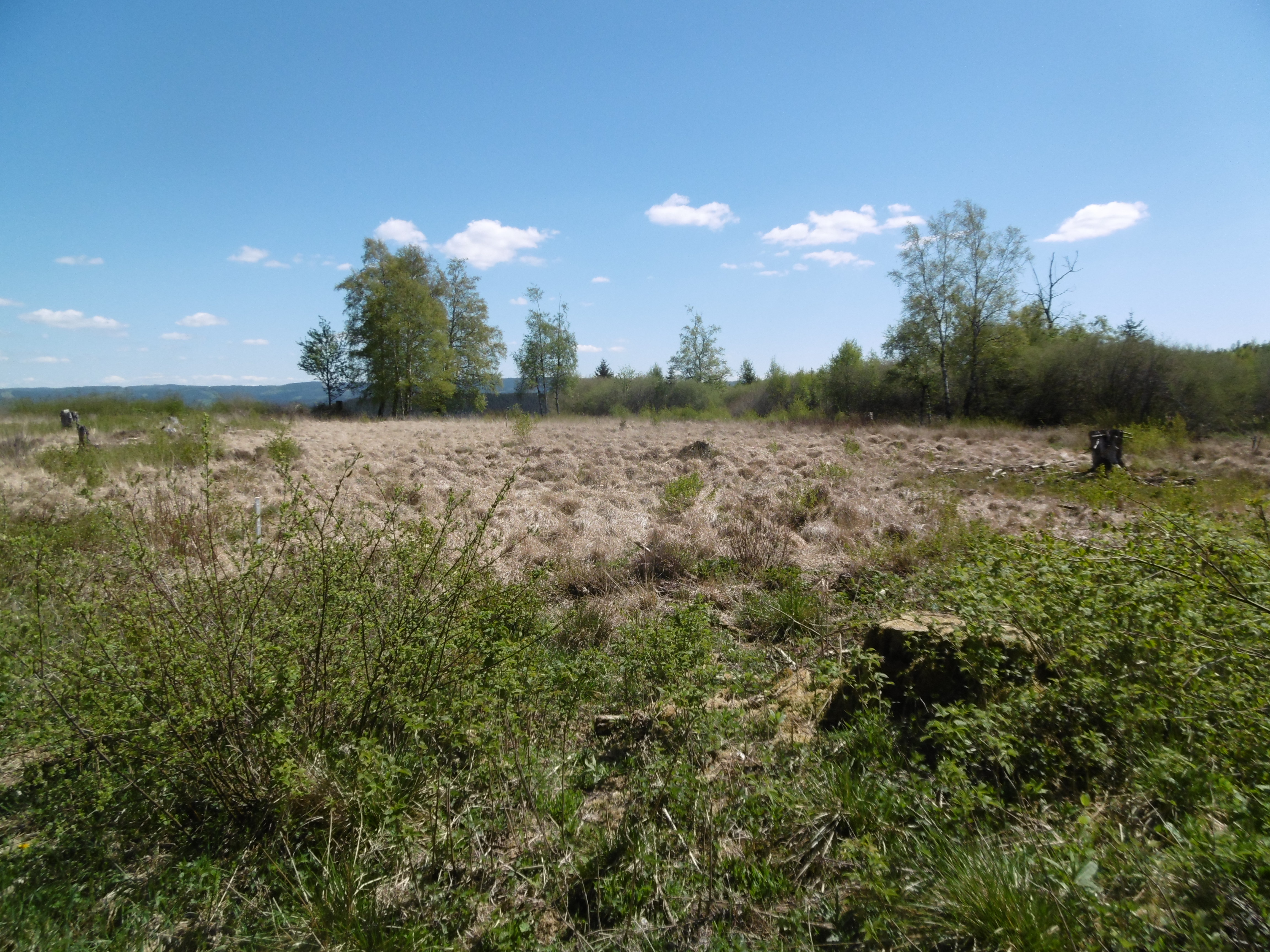
Moorbereich im Naturschutzgebiet

Das Naturschutzgebiet Plästerlegge – Auf’m Kipp ist ein 28,48 ha großes Naturschutzgebiet (NSG) östlich vom Dorf Wasserfall im Sauerland. Vom Naturschutzgebiet befinden sich 14,7 ha auf dem Stadtgebiet Olsberg und 13,78 ha auf dem Gebiet der Gemeinde Bestwig. Das Areal ist geprägt durch seine Hanglage, felsiges Gelände und tiefe Siepen. In der Schlucht herrschen besondere kleinklimatische Bedingungen. Dabei teilt sich das Naturschutzgebiet in das Teilgebiet um den Wasserfall bzw. dessen Schlucht und das Teilgebiet Berg Auf’m Kipp. 

## Namensherkunft und Status
Der Name leitet sich vom gleichnamigen Wasserfall Plästerlegge und vom Berg Auf’m Kipp ab. Der Name Plästerlegge leitet sich vom Plattdeutschen plästern (=Regen) und Leggen (=schiefriger Felsen) ab. Als Naturschutzgebiet mit dem Namen Plästerlegge wurde das Gebiet erstmals per Verordnung am 29. Juli 1952 von der Bezirksregierung Arnsberg mit 11,7 ha im Gemeindegebiet von Ramsbeck ausgewiesen. Am 23. Januar 1968 erfolgte eine Erneuerung der Verordnung durch die Bezirksregierung. Mit der kommunalen Neugliederung 1975 kam das Naturschutzgebiet (NSG-Nr. HSK-452) zur Gemeinde Bestwig. Am 16. Dezember 2004 wurde auf Beschluss vom Kreistag des Hochsauerlandkreises ein Naturschutzgebiet Plästerlegge – Auf’m Kipp (NSG-Nr. HSK-260) mit 14,7 ha Fläche auf Olsberger Stadtgebiet ausgewiesen, als der Landschaftsplan Olsberg beschlossen wurde. Das Naturschutzgebiet Plästerlegge blieb unverändert bestehen. Auf Beschluss vom Kreistag des Hochsauerlandkreises am 14. Dezember 2007 wurde auch ein Naturschutzgebiet Plästerlegge – Auf’m Kipp mit 13,78 ha Fläche auf Bestwiger Gemeindegebiet ausgewiesen, als der Landschaftsplan Bestwig beschlossen wurde. Bei der Neuausweisung wurde das Naturschutzgebiet von 11,7 ha auf 13,78 ha vergrößert.
Das Naturschutzgebiet Plästerlegge – Auf’m Kipp gehört zum Großteil zum FFH-Gebiet (Fauna-Flora-Habitat) DE-4716-302, Schluchtwälder bei Elpe, mit 90 ha Größe. Es wurde Teil des FFH-Gebietes, weil es die laut Fauna-Flora-Habitat-Richtlinie der EU prioritären Lebensräume Schlucht- und Hangmischwälder (Nr. 9180) und noch renaturierungsfähige degradierte Hochmoore (Nr. 7120) ausweist. Zum FFH-Gebiet gehören weiterhin die Naturschutzgebiete Naturschutzgebiet Auf’m Riese mit 47,13 ha auf Bestwiger Gemeindegebiet und auf dem Olsberger Stadtgebiet Naturschutzgebiet Steinmarkskopf-Hardenberg mit 16,6 ha.

## Natur
Die beiden wesentlichen Merkmale des Gebietes sind der Wasserfall und der Berggipfel. Die Wälder im Gebiet entsprechen weitestgehend der natürlichen Vegetation. Am Bergrücken Auf’m Kipp befindet sich (außerhalb des Naturschutzgebiets) ein bis zu zehn Meter hohes Felsband. Auf Olsberger Gebiet liegt ein kleines Sattelmoor. In diesem Moor gibt es ein Vegetationsmosaik aus Binsen und Pfeifengras. Am versumpften Abfluss befinden sich ein Birkenbruchwald und ein Moor-Fichtenwald.
Durch die menschlichen Aktivitäten im Dorf Wasserfall ist die Plästerlegge auch seit Längerem beeinträchtigt. Noch in den 1920er Jahren wurde der Wasserfall als „auch in trockenen Sommern … noch verhältnismäßig wasserreich“ beschrieben. Im Einzugsbereich der Plästerlegge wurde Wasser dem Bach entzogen und beispielsweise in die Kanalisation geleitet.
Im Naturschutzgebiet sollen laut NSG-Verordnung Nadelholz-Naturverjüngung und alle Nadelhölzer – bisher sind ausschließlich Fichten vorhanden – entfernt werden. An den Quellzuflüssen und deren Einzugsbereich soll die landwirtschaftliche Nutzung extensiviert werden, um die Wasserqualität zu verbessern und die Wassermenge zu vermehren. Im Einzugsbereich soll ebenfalls die derzeitige Fichtenbestockung durch Laubholz, vor allem Buchen, ersetzt werden, da Laubholz eine geringere Wasserdunstung hat und so mehr Wasser für die Plästerlegge bleibt.
Wenn bei Minustemperaturen im Winter Teile des Wasserfalls zu Eis gefroren sind nutzen illegal Eiskletterer den Wasserfall. Es wurden deshalb Ordnungswidrigkeitsverfahren, verbunden mit Bußgeldern von rund 500 Euro, gegen die illegalen Eiskletterer von der Unteren Naturschutzbehörde des Hochsauerlandkreises eingeleitet.

## Pflanzen und Tiere
Der Wald im Naturschutzgebiet besteht zu einem Großteil aus einem Mischbestand von Rotbuche sowie den Edellaubhölzern Bergahorn und Bergulme. Es kommen auch Stieleiche und Hainbuche vor. Im Wald gibt es ein großes Vorkommen des Großen Silberblatts; deshalb handelt es sich hier um einen seltenen Silberblatt-Schluchtwald. Einige der Bäume sind über 165 Jahre alt. Im Moor kommt zudem die Moor-Birke vor.
Zudem sind dort einige seltene Pflanzenarten beheimatet, die teilweise auf der Roten Liste der gefährdeten Pflanzen und Tiere stehen. Als besonders wird von den Experten das Vorkommen des Zweiblütigen Veilchens bezeichnet, welches in Nordrhein-Westfalen ansonsten nicht vorkomme.
An den hohen Felsklippen aus mitteldevonischem Schiefergestein im Gischtbereich des Wasserfalls herrschen besondere Standortbedingungen mit gleichmäßig hoher Luftfeuchtigkeit und niedrigen Lufttemperaturen. Wegen dieser besonderen Standortbedingungen, wozu auch Exposition, Hangneigung, Untergrund und Beschattung zählen, kommen seltene Arten der Mauerrauten-Gesellschaft, Flechten und Moose vor. Diese landesweit seltenen eiszeitlichen Florenelemente konnten sich hier halten, während sie sonst bis auf wenige andere Sonderstandorte ausstarben.
Zu den botanischen Besonderheiten im Gebiet zählen die zahlreichen Farnarten wie Zerbrechlicher Blasenfarn, Grünstieliger Streifenfarn, Braunstieliger Streifenfarn, Frauenfarn, Kleiner Dornfarn, Gewöhnlicher Wurmfarn, Dorniger Schildfarn und Straußfarn.
Mehrere seltene Moosarten wie Kranzmoos, Oeders Krummfußmoos, Großes Bandmoos, Rötliches Seidenglanzmoos und Tamarisken-Wassersackmoos wurden nachgewiesen.
Weitere seltene Pflanzenarten sind Scharlachroter Kelchbecherling, Mittleres Hexenkraut, Alpen-Hexenkraut, Gegenblättriges Milzkraut, Langblättriger Weißgabelzahn, Spring-Schaumkraut, Weiße Pestwurz, Hallersche Schaumkresse, Bitteres Schaumkraut, Sumpf-Dotterblume, Wiesen-Knöterich, Braun-Segge, Scheiden-Wollgras, Schmalblättriges Wollgras, Krähenbeere und Scheiden-Wollgras.
Als Brutvögel konnten die Arten Waldlaubsänger, Gebirgsstelze, Mönchsgrasmücke und Dorngrasmücke nachgewiesen werden.

## Wanderwege
Das Naturschutzgebiet wird von verschiedenen Wanderwegen durchlaufen, unter anderem den SGV-Fernwanderwegen X10 und X16 sowie dem Bestwiger Panoramaweg und dem Bergmannsweg. Im Naturschutzgebiet ist es verboten, befestigte und gekennzeichnete Wege zu verlassen und Hunde frei laufen zu lassen.